# 街 (くるりの曲)
「街」（まち）はロックバンド、くるりの4thシングル。1999年11月20日発売。発売元はSPEEDSTAR RECORDS。くるりの2ndアルバムである『図鑑』に収録されている。

## 概要
- くるりの4thシングル。岸田繁曰く、「虹」とともにくるりを象徴するミドルテンポな曲。
- ハードコア演歌がコンセプトだったが、出来上がってみるとロックバラッドな曲に仕上がった。
- 歌詞の中に京阪電車が出てくる。
- ベストアルバム『ベスト オブ くるり -TOWER OF MUSIC LOVER-』にも収録されている。
- この曲を出した当時、岸田は「めっちゃ売れる」と思っていた（結果は逆に全作品中最低売り上げ枚数）。
- 初回盤は紙ジャケット仕様。
- 後に歌手の中孝介がカヴァーした（1stシングル「それぞれに」に収録）。
- この曲が作られた当時はバンド内の空気がもっとも悪かった時期で、演奏の難易度が高くないにもかかわらずドラムを叩いているのは本職はベーシストのプロデューサー根岸孝旨である[1]。

## 収録曲
1. 街（作詞・作曲：岸田繁、編曲：くるり・根岸孝旨）
TBS系『リズムBaby』エンディングテーマ。
2. 台風（作詞・作曲：岸田繁、編曲：くるり）